# 아마노 유리
아마노 유리(일본어: 天野由梨, 1966년 1월 5일 ~ )는 일본의 여자 성우다.

## 출연작
- 열혈최강 고자우라 - 시노부
- 유유백서 - 유키무라 케이코